# Koziegłówki-Leśniczówka
Koziegłówki-Leśniczówka – osada leśna (leśniczówka) w Polsce położona w województwie śląskim, w powiecie myszkowskim, w gminie Koziegłowy.
W latach 1975–1998 miejscowość administracyjnie należała do województwa częstochowskiego.